# Білобожниця (гміна)
Гміна Білобожниця — сільська гміна у Чортківському повіті Тернопільського воєводства Другої Речі Посполитої. Адміністративним центром гміни було село Білобожниця.
Гміна утворена 1 серпня 1934 року в рамках нового закону про самоврядування (23 березня 1933 року).
Площа гміни — 84,33 км²
Кількість житлових будинків — 1416
Кількість мешканців — 6970
Гміну створено на основі давніших гмін (самоврядних громад): Білобожниця, Білий Потік (село), Бичківці, Калинівщина, Ридодуби, Семаківці.
Гміна ліквідована 17 січня 1940 року із включенням сіл до Білобожницького району.